# قتل النساء في الهندوراس

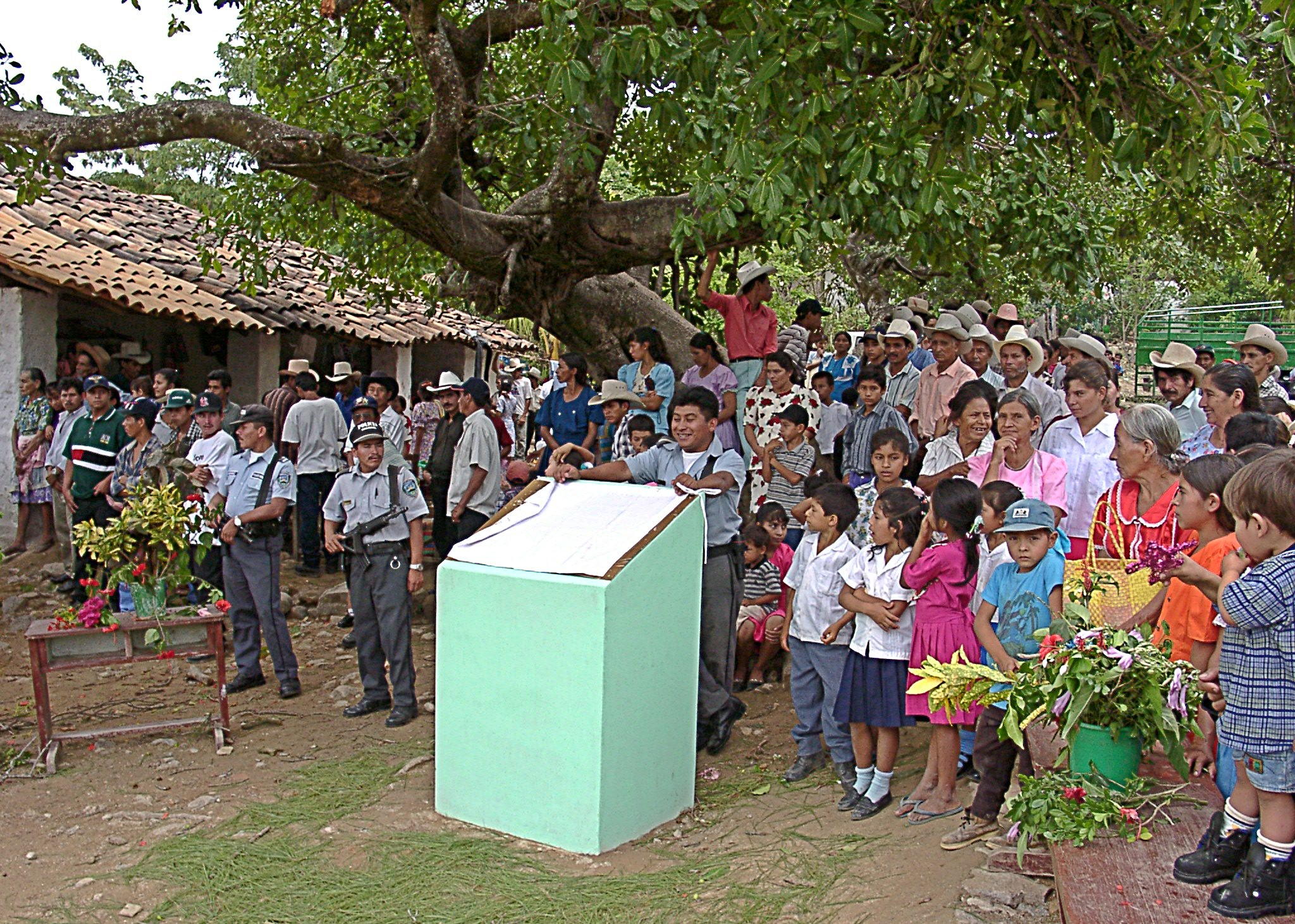

قتل النساء في الهندوراس هو المفهوم الذي يحدد جرائم القتل التي ارتكبت ضد النساء داخل أراضي هندوراس في أمريكا الوسطى، منذ عام 1990. وفقا لقانون العقوبات المعمول به حتى عام 2018، يتم ارتكاب جريمة قتل النساء، عندما يقتل رجل أو رجل يقتل امرأة لأسباب جنسية، مع الكراهية والازدراء لحالتها كامرأة. بين عامي 2002 و2013 تم قتل 3923 امرأة. يمثل عدد قتل النساء 9.6 % من إجمالي عدد جرائم القتل في البلاد. في عام 2013، 53 امرأة تقتل كل شهر، وكما حدث في بقية جرائم القتل، فإن أكثر من 90 في المائة من الحالات تُركت دون عقاب. قبل القتل، عادة ما يتم حرق النساء واغتصابهن وتعذيبهن. بين عامي 2010 و2013 ارتفع عدد جرائم القتل في 65 %. وقد اتهمت السلطات الوطنية المحلية بعدم اتخاذ إجراء من جانب السكان، بالنظر إلى أنه في كثير من الحالات لم يتم تطهيرها من مسؤولية الجنايات المذكورة. هناك عدد قليل من المنظمات الحكومية وغير الحكومية التي تقدم الدعم للأمهات والأقارب ضحايا قتل النساء. في عام 2015، التزمت حكومة هندوراس بـ 30 مليون لمبيراس هندوراسي لإنشاء وحدة خاصة في ميزانية عام 2016 للتحقيق في جرائم قتل النساء.

## قتل النساء عام 2017
بين شهري يناير وديسمبر لعام 2017، كان هناك 389 تقريرًا بقتل النساء، ومن ضمن هؤلاء الضحايا، كانت نسبة قتل فتيات تتراوح أعمارهن بين 15 و24 سنة 30.1% (أي 117 فتاة)، هذا العمر الذي تبني فيه هويتهن وتتلقين التدريب التربوي وهذا أيضًا العمر الذي يُنجِبن فيه. أظهرت البيانات أن المجموعة العمرية الأكثر عرضة لذلك من تتراوح أعمارهن بين 20 و24 سنة، وهن يمثلن 17.2% (أي 67 امرأة) من حصيلة الضحايا، أما المجموعة العمرية الأقل تعرضًأ للقتل هن الفتيات تحت سن 15 سنة (أي 8.2%) والسيدات في عمر الستين وفيما فوق (أي 5.4%).

## قتل النساء
وكما يحدث في جرائم القتل في هندوراس، تستمر جرائم قتل النساء نتيجة إلى الافتقار إلى التحقيق والعملية القضائية.

### اغتصاب وقتل ريتشي مابيل مارتينيز
ولِدَت ريتشي مابيل مارتينز سفيلا في منطقة لا سيبا الكاريبية في هندوراس، وكانت طالبة في العام الثالث لها في مدرسة بيدرو نوفيو المختلطة في تيغوسيغالبا.
وُظِف صديقها المقرب روبن هورتادو باديلا ليقضي خدمته في الخدمة العسكرية الإلزامية؛ لذلك قررت ريتشي مابيل أن تزور كتيبة الاتصالات في ضواحي تيغوسيغالبا لتقدم طلب بإطلاق صراح حبيبها. في نفس اليوم الذي اختفت فيه ريتشي، اغتصبها مجموعة من أربعة رجال على الأقل ثم قتلوها، وفقًأ لما قاله الطب الشرعي التابع للمباحث الفيدرالية.
عُثِرَ على جثتها في 15 يوليو عام 1991 بجانب نهر، أحد المشتبهين الرئيسين هو العقيد أنجيل كاستيلو مارادياجا.
الشاهد الرئيسي لهذه الجريمة هو إستيبان جارسيا بائع الأيس كريم، الذي أكد رؤيته للفتاة الشابة داخل سيارة مطابقة لسيارة العقيد، ولكن قبل أيامٍ قليلة من الاعتراف والإدلاء بشهادته للمحكمة، تعرض للضرب حتى الموت على أيدي عصابة في عملية سطو واضحة.  

### قتل الناشطة البيئية بلانكا جانيت كاواس
كانت بلانكا جانيت كاواس ناشطة بيئية من هندوراس، اُشتُهِرَت بدورها في الحفاظ على أكثر من 400 فصيلة نباتية وحيوانية، ونفذت أيضًأ أعمال موجهة ضد حكومة كارلوس روبرتو رينا لمنحها سندات ملكية للمزارعين ورجال الأعمال في محميات قرية بونتا سال والتي عُرِفَت اليوم باسم حديقة جانيت كاواس الدولية.
وبعد يومين من الاحتجاج، 6 من فبراير عام 1995 في الساعة 7:45 مساءً، قُتِلَت جانيت كاواس برصاص من سلاح ناري في بيتها على أيدي مشتبهين مجهولي الهوية  في بارريو السينترو في مدينة تيلا في مقاطعة أتلانتيدا. ومن بين هؤلاء المشتبهين العقيد ماريو أمايا (المعروف بالنمر أمايا) الذي قد يكون تقابل مع العريف إسماعيل بيردومو وماريو بيندا (المعروف بشابين) في مقر الشرطة في مدينة تيلا.

### قتل ملكة جمال العالم من هندوراس عام 2014
في نوفمبر عام 2014، قُتِلَت كلًا من الشابة ماريا خوسيه ألفارادو وأختها صوفيا ترينيداد في حفلة عيد ميلاد حبيب صوفيا السابق، واعترف الشهود على بلوتاركو رويز، حبيب صوفيا، كونه القاتل، وفي النهاية اعترف هو بجريمته. كان من المتوقع أن تكون فترة عقوبته بين الستين والثمانين سنة. وأُصدِرَ الحكم في 12 نوفمبر 2015.

### بيرتا كاسيريس
بيرتا كاسيريس هي ناشطة بيئية من السكان الأصليين لأمريكا الوسطى وزعيمتهم، قُتِلَت في 2 مارس 2016. بعد تحمل سنوات من التهديدات على حياتها، قُتِلَت في بيتها على أيدي دخلاء مجهولي الهوية باستخدام سلاح ناري. تم إدانة وفاة كاسيريس على نطاق واسع، مع دعوات لإجراء تحقيق من منظمة الدول الأمريكية (OAS)، وسفير الولايات المتحدة في هندوراس، والمفوضية السامية للأمم المتحدة لحقوق الإنسان. صرح رئيس هندوراس خوان أورلاندو هيرنانديز أن التحقيق في مقتل بيرتا من أولوياته، وكرر لويس ألماغرو، الأمين العام لمنظمة الدول الأمريكية، الدعوة السابقة لمنظمة الدول الأمريكية لتوفير حماية خاصة للمدافعين عن حقوق الإنسان من السكان الأصليين في هندوراس. وجاءت أشكال أخرى من الدعم من الممثل الأمريكي وخبير البيئة ليوناردو دي كابريو، والمؤلفة والناشطة الكندية ناعومي كلاين، ومنظمة العفو الدولية، والسيناتور الكولومبي السابق بيداد قرطبة، ومنظمة أوكسفام، وعمدة برشلونة آدا كولو، والسيناتور الأمريكي باتريك ليهي، والسيناتور الأمريكي نيكولاس مادورو.

## القتل المأجور
واحد من أكثر الطرق شيوعًأ في قتل النساء في هندوراس هو القتل المأجور، حيث يُوظف قتلة لإطلاق النار على الهدف إما داخل مكان إقامتها أو خارجه وبعد ذلك يهربون من مسرح الجريمة.

## إصلاحات القانون المدني القومي
في فبراير 2013، وافق المجلس القومي لهندوراس على تعديل في القانون المدني القومي الذي صنف قتل النساء بوصفها جريمة شنعاء عقوبتها السجن لأكثر من 40 سنة في السجن.
الشخص أو المجموعة الذين يرتكبون الجريمة بقتل إحدى النساء لأسباب تتعلق بالجنس أو كراهيته أو احتقاره لموقفها كونها امرأة سيُعاقب بالسجن من 30 ل 40 سنة وذلك إذا توفرت واحدة أو أكثر من هذه الظروف:
1. عندما يحافظ مرتكب الجريمة على علاقة حميمية، سواء أكانت زوجية أو معاشرة بلا زواج أو تعايش أو أي علاقة أخرى بينهما، بما في ذلك العلاقات التي تكون فيها علاقة عاطفية مستدامة؛
2. عندما تسبق الجريمة أعمال عنف منزلي مسجلة أو لم تُسَجَل؛
3. عندما تسبق الجريمة عنف جنسي أو أعتداء أو مضايقة أو اضطهاد من أي نوع كان؛
4. عندما تُرتكب الجريمة بخبث أو قسوة لا مبرر لها، أو إذا كانت الجروح التي أُلحِقَت بالجسد مخزية أو مهينة أو مشوِهَة قبل أو بعد القتل.

في 2017، خلال مناقشة القوانين المدنية الجديدة، كانت هناك مناقشة عُقِدَت في المؤتمر الوطني والذي تضمن التصنيف الجديد لجريمة قتل الإناث باعتباره جريمة الاعتداء على المرأة، بل وخُفِضَت من مدة العقوبة لتصبح من 20 إلى 30 سنة سجن.

## الأسباب
تتنوع أسباب أرتفاع معدل قتل النساء في هندوراس، وإن من أحد الأسباب الرئيسية قد تكون الافتقار إلى تداعيات قانونية، فيرحل تسعون بالمئة من القتلة دون التحقيق معهم.